# Stara Wieś (Kaliś)
Stara Wieś – część wsi Kaliś w Polsce położona w województwie małopolskim, w powiecie olkuskim, w gminie Wolbrom.
W latach 1975–1998 Stara Wieś administracyjnie należała do województwa katowickiego.